# 侍濱站
侍濱站（日语：／ Samuraihama eki */?）是位於岩手縣久慈市侍濱町堀切，屬於東日本旅客鐵道（JR東日本）的八戶線車站。

## 歷史
- 1930年（昭和5年）3月27日：鐵道省陸中八木至久慈之間開通，此站啟用[1]。
- 1962年（昭和37年）10月1日：結束貨物起卸業務。
- 1987年（昭和62年）4月1日：伴隨國鐵分割民營化，車站由東日本旅客鐵道（JR東日本）營運[2][1]。
- 2004年（平成16年）10月16日：撒走列車交會設備，同時成為無人車站。
- 2011年（平成23年）3月11日：發生東北地方太平洋近海地震（東日本大震災），使八戶線全線暫停營業。
- 2012年（平成24年）3月17日：種市至久慈之間重開。
- 2019年（令和元年）10月13日：受到超強颱風海貝思（颱風19號）的影響，站內的路堤流出[3]。

## 車站構造
此站是地面車站，設有1面1線的單式月台。此站在2004年10月15日前設有2面2線的相對式月台，並使用電氣路籤進行列車交會。當時此站設有來自久慈站的侍濱在勤站員當值。包含助理在內，車站至少需要2人當值，每月會有數次設有來自久慈站的助理前往此站。另外當時早上和晚上沒有職員當值。陸中八木至久慈之間使用合併閉塞。
此站是由久慈站管理的無人車站，過去的舊木造站房內設有售票處，在無人化後把板圍封售票處。現時站房已經撤走，並於2008年3月建設新候車室。

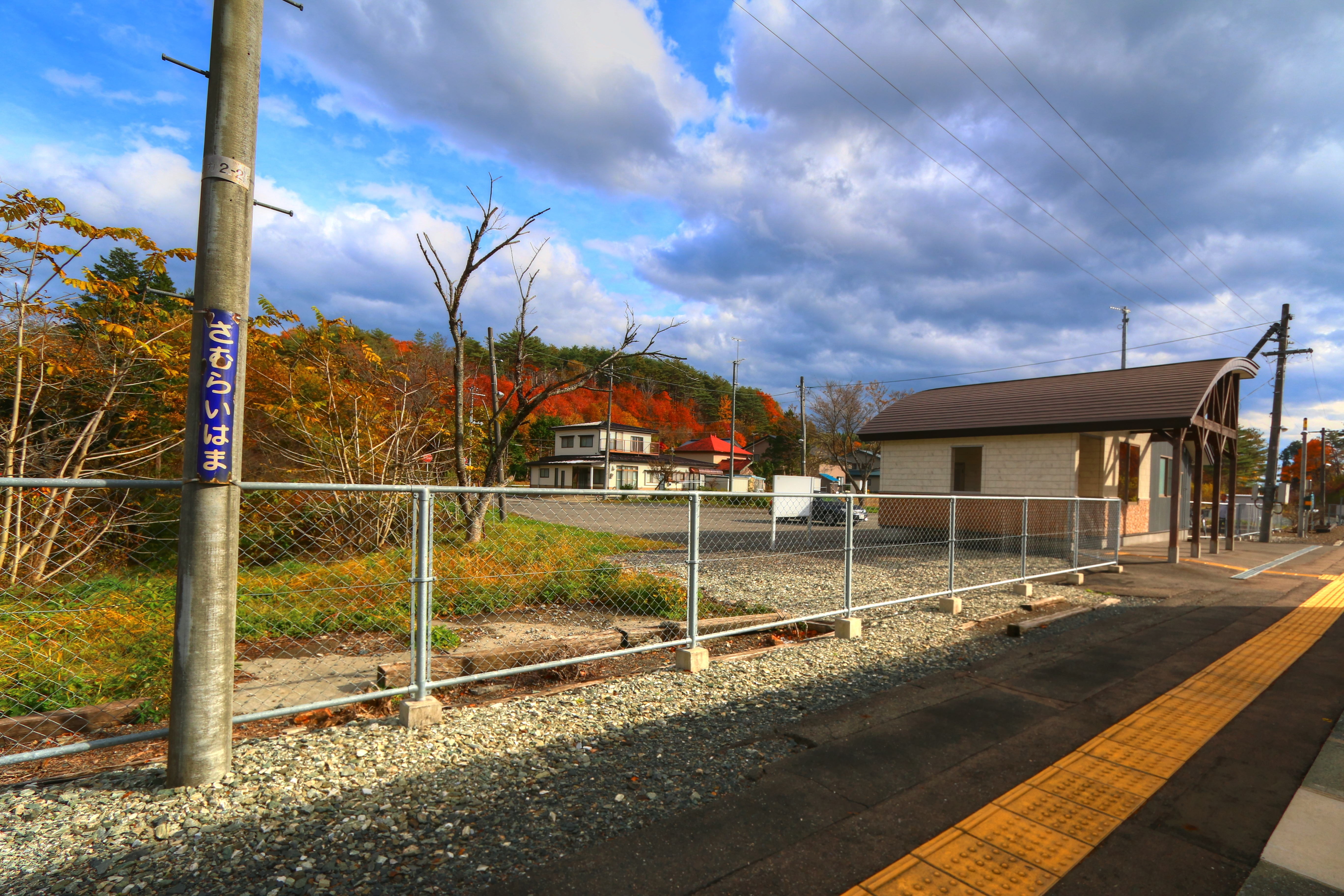
月台（2014年11月）
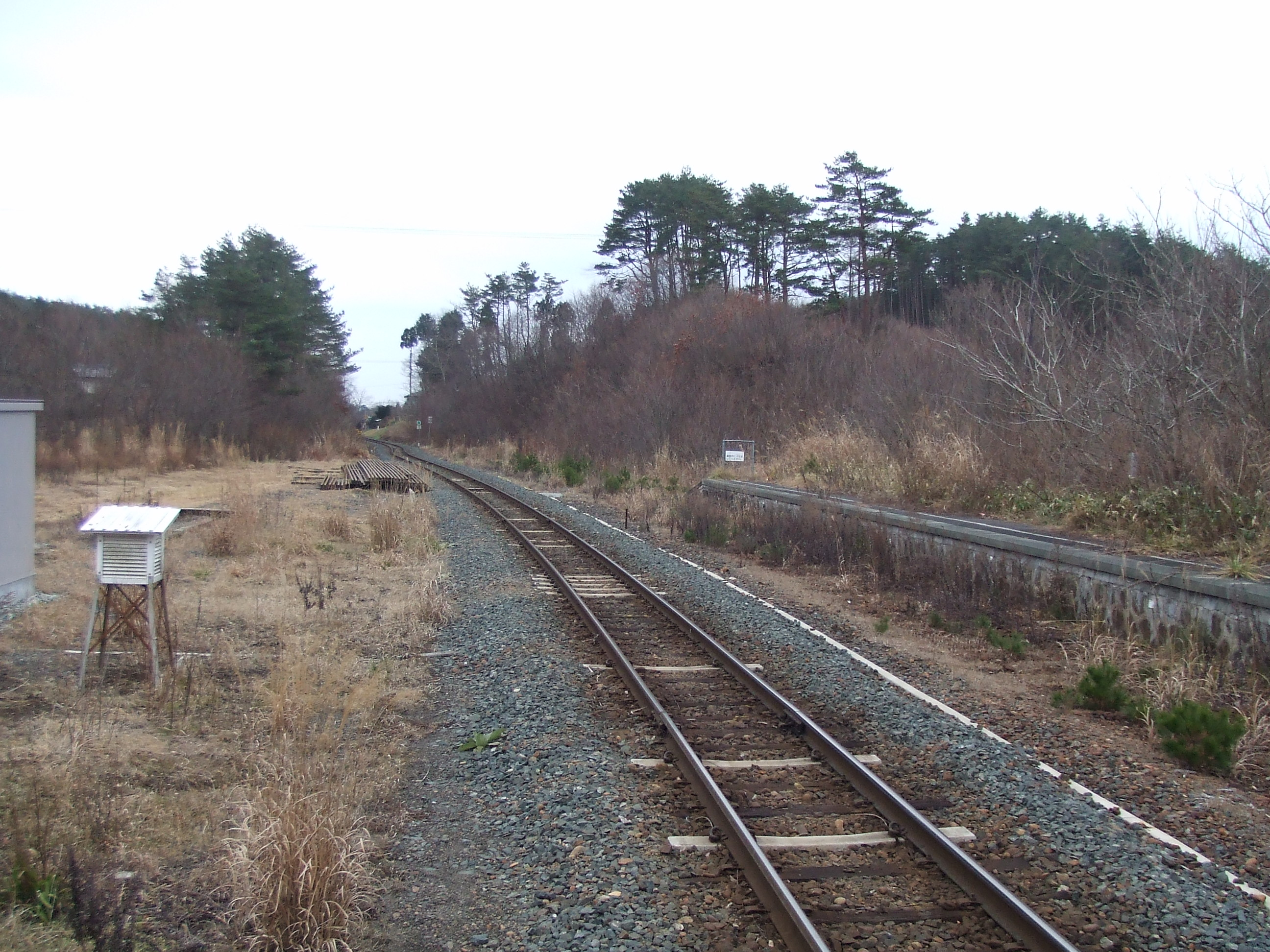
側邊的路軌已經撤走（2008年12月）
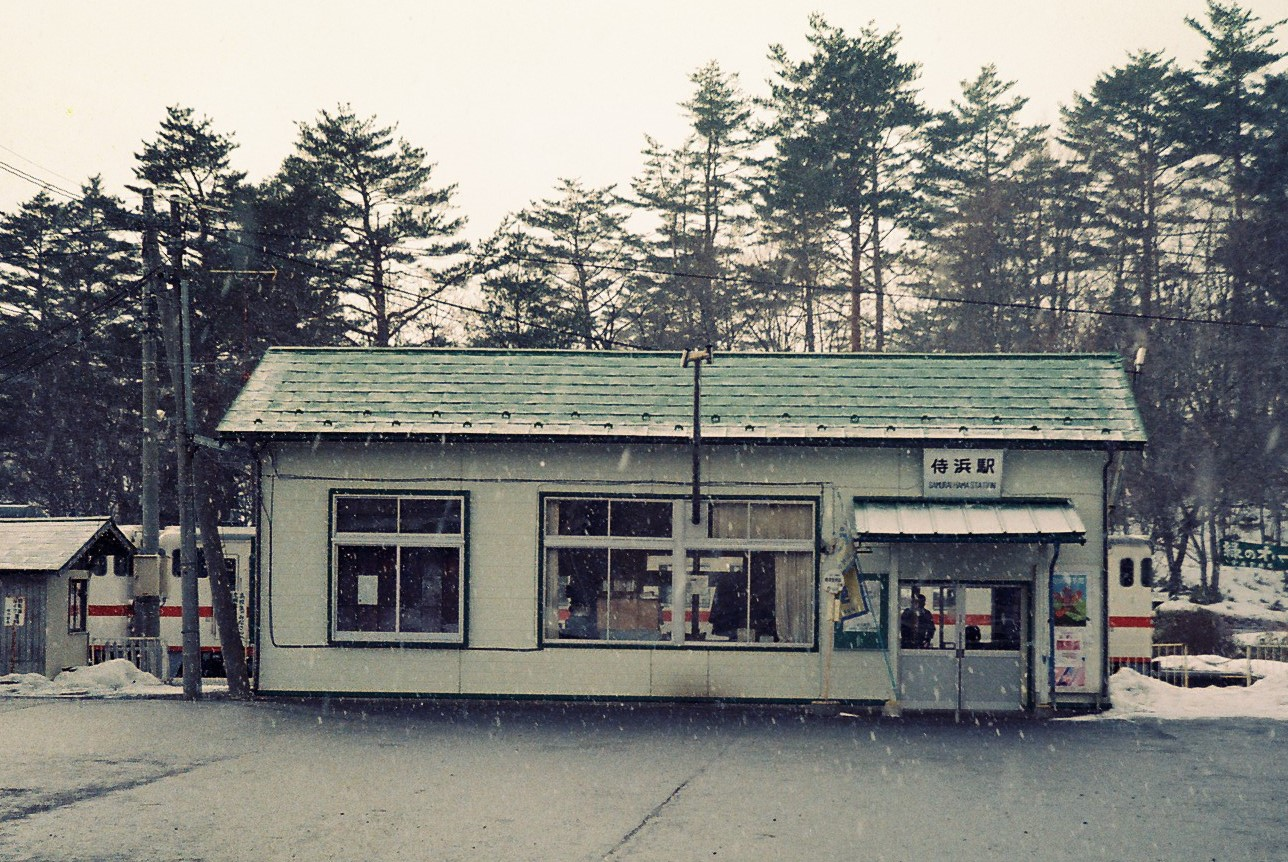
舊站房（1992年2月）

## 使用狀況
| 乘車人次變化       | 乘車人次變化     | 乘車人次變化 |
| 年度               | 1日平均 乘車人次 | 參考資料     |
| ------------------ | ---------------- | ------------ |
| 2000年（平成12年） | 91               | [ 4 ]        |
| 2001年（平成13年） | 81               | [ 5 ]        |
| 2002年（平成14年） | 79               | [ 6 ]        |
| 2003年（平成15年） | 76               | [ 7 ]        |

## 車站周邊
- 岩手縣道149號侍濱停車場線（日语：岩手県道149号侍浜停車場線）
- 岩手縣道153號侍濱停車場阿子木線（日语：岩手県道153号侍浜停車場阿子木線）

## 相鄰車站
東日本旅客鐵道（JR東日本）
■八戶線
陸中中野－侍濱－陸中夏井

## 注腳
1. 1 2 3  曾根悟（監修）. 朝日新聞出版分冊百科編集部（編集） , 编. . 週刊朝日百科. 21号 釜石線・山田線・岩泉線・北上線・八戸線. 朝日新聞出版. 2009-12-06: 26 （日语）.
2. ↑  『交通年鑑 昭和63年版』 交通協力會，1988年3月。
3. ↑   (PDF) (新闻稿). 東日本旅客鉄道盛岡支社. 2019-10-16  [2019-10-17]. （原始内容 (PDF)存档于2019-10-17） （日语）.
4. ↑  . 東日本旅客鐵道.   [2018-03-06]. （原始内容存档于2018-02-13） （日语）.
5. ↑  . 東日本旅客鐵道.   [2018-03-06]. （原始内容存档于2019-04-02） （日语）.
6. ↑  . 東日本旅客鐵道.   [2018-03-06]. （原始内容存档于2019-04-02） （日语）.
7. ↑  . 東日本旅客鐵道.   [2018-03-06]. （原始内容存档于2019-04-02） （日语）.

## 外部連結
- 車站資訊（侍濱）：東日本旅客鐵道（日語）